# Yamaha MT-09
La MT-09 (ou FZ-09 en Amérique du Nord jusqu'en 2017) est un modèle de moto du constructeur japonais Yamaha inaugurant un nouveau moteur tricylindre. Sa dénomination « MT » pour « Master of Torque » la classe dans la lignée de la MT-01.

## Historique
Arrivée en septembre 2013 sur le marché des roadsters de moyenne cylindrée, le segment le plus porteur en France, la Yamaha MT-09 s'inspire du succès des tricylindres Triumph et MV Agusta en reprenant la même architecture moteur. Le « 3-pattes » avait disparu du catalogue moto de la marque aux diapasons depuis la Yamaha XS 850, fin des années 1970.
Elle est vendue 7 799 ou 8 299 euros en version ABS et se positionne dans la moyenne des prix du marché.

## Moteur
Le tricylindre 4-temps à refroidissement liquide a une cylindrée de 847 cm3 (pour un alésage × course de 78 × 59,1 mm). Il possède un double arbre à cames en tête et quatre soupapes par cylindre. Le moteur est calé à 120 degrés à l'instar de son concurrent Triumph, il est le premier chez Yamaha à exploiter une conception de cylindres décalés par rapport au vilebrequin. Les paramètres d'allumage réguliers à 0, 240 et 480 degrés garantissent un couple linéaire.
En version française, la MT-09 affiche une puissance de 106,2 ch (78,1 kW) à 10 000 tr/min et un couple de 83 N m à 8 500 tr/min.

## Partie-cycle
Le cadre est de type périmétrique. Il est conçu en aluminium injecté sous pression en deux parties puis soudé, ce matériau léger contribue à l'allègement de la machine.
Le freinage avant est assuré par deux disques de 298 mm et deux étriers radiaux à quatre pistons. L'arrière est doté d'un disque de 245 mm et un étrier axial simple piston. 
Le cadre est suspendu par une fourche inversée de diamètre 41 mm réglable en précharge et détente et un mono-amortisseur.

## Électronique
La MT-09 est dotée d'une gestion électronique des gaz maison (YCC-T), ce qui signifie qu'il n'y a pas d'action mécanique entre la poignée d'accélérateur et les papillons d'admission d'air. L'ordinateur de bord propose un réglage de la cartographie d'injection moteur avec trois modes (Standard, A et B).
Le freinage peut se doter d'une assistance ABS en option.

## Coloris

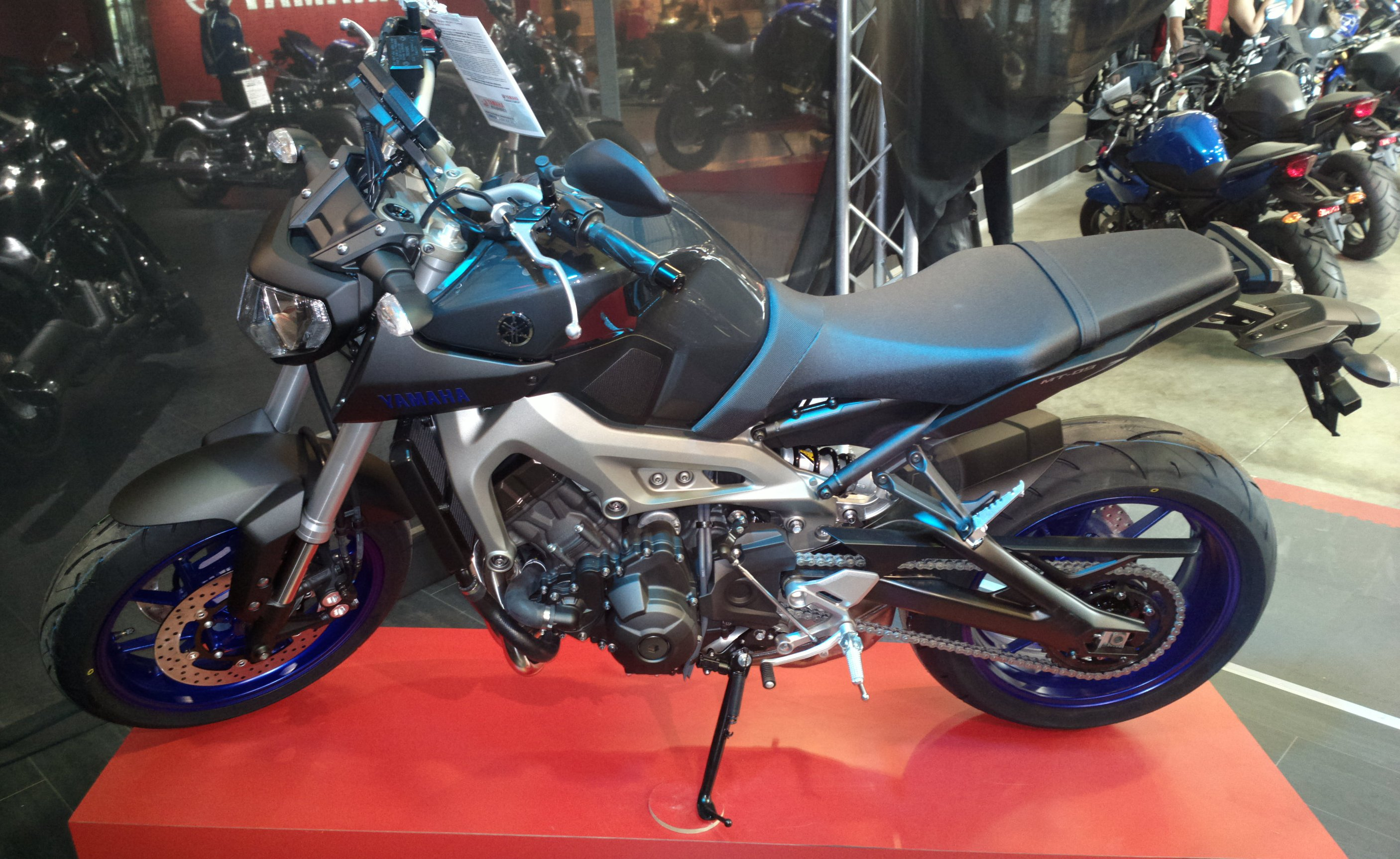
Coloris Race Blu.

Pour 2013, la MT-09 est proposée en quatre coloris : Deep Armor (violet), Blazing Orange (orange), Matt Grey (gris mat) et Race Blu (gris mat et bleu).